# Pseuderanthemum leptostachys
Pseuderanthemum leptostachys är en akantusväxtart som beskrevs av Emery Clarence Leonard. Pseuderanthemum leptostachys ingår i släktet Pseuderanthemum och familjen akantusväxter. Inga underarter finns listade i Catalogue of Life.